# Gare de Laroque
Gare de Laroque vasútállomás Franciaországban, Laroque-Timbaut településen.

## Vasútvonalak
Az állomást az alábbi vasútvonalak érintik:
- Niversac-Agen-vasútvonal

## Kapcsolódó állomások
A vasútállomáshoz az alábbi állomások vannak a legközelebb:
- Gare de Penne
- Gare de Pont-du-Casse
- Gare d’Agen